# Bunochelis
Genre
Synonymes
- Bunostomum Roewer, 1911 nec Railliet 1902

Bunochelis est un genre d'opilions eupnois de la famille des Phalangiidae.

## Distribution
Les espèces de ce genre se rencontrent aux îles Canaries et aux îles Selvagens.

## Liste des espèces
Selon World Catalogue of Opiliones (29/04/2021) :
- Bunochelis canariana (Strand, 1911)
- Bunochelis spinifera (Lucas, 1839)

## Publications originales
- Roewer, 1923 : Die Weberknechte der Erde. Systematische Bearbeitung der bisher bekannten Opiliones. Gustav Fischer, Jena, p. 1-1116 (texte intégral).
- Roewer, 1911 : « Übersicht der Genera der Subfamilie der Phalangiini der Opiliones Palpatores nebst Beschreibung einiger neuer Gattungen und Arten. » Archiv für Naturgeschichte, vol. 77, p. 1–106 (texte intégral).